# 科尔·霍克
科尔·霍克（英語：Cole Hocker，2001年6月6日—），美国男子田径运动员，主攻中长跑项目，他曾获得2024年世界室内田径锦标赛男子1500米银牌，他也曾参加2020年夏季奥林匹克运动会。